# Charles Portal
Charles Frederick Algernon Portal, 1. wicehrabia Portal of Hungerford (ur. 21 maja 1893 w Hungerford, zm. 22 kwietnia 1971 w Chichester) – brytyjski wojskowy, lotnik, polityk, menadżer i arystokrata, baron, marszałek RAF.

## Biografia
Służbę rozpoczął na początku I wojny światowej w oddziałach wojsk inżynieryjnych (Royal Engeeners). W 1915 roku został przeniesiony do Royal Flying Corps i do końca wojny był pilotem na froncie zachodnim. W 1918 roku wstąpił do Royal Air Force.
Po wojnie był instruktorem lotniczym, a w 1937 rozpoczął pracę w Ministerstwie Lotnictwa. od kwietnia do października 1940 naczelnym dowódcą lotnictwa bombowego, następnie do końca 1945 szefem sztabu Royal Air Force, uczestniczył również w konferencjach sojuszniczych podczas II wojny światowej i był członkiem brytyjskiego Komitetu Szefów Sztabów. Od 1943 do kwietnia 1944 był koordynatorem brytyjsko-amerykańskich nalotów strategicznych na Niemcy, potem zwolennikiem skoncentrowania nalotów na ośrodki komunikacyjne i przemysłu naftowego. W 1945 został członkiem Izby Lordów, w latach 1946–1951 pełnił funkcję kontrolera ds. energii atomowej. W 1945 otrzymał tytuł barona, a w 1946 wicehrabiego.
Był prezesem zarządu British Airways Corporation (lata 60.).